# Bethonvilliers, Territorio di Belfort
Bethonvilliers là một làng và xã tại tỉnh Territoire de Belfort, vùng Bourgogne-Franche-Comté, đông bắc Pháp.

## Thông tin nhân khẩu
Theo điều tra nhân khẩu năm 1999, xã này có dân số 217.
Ước tính năm 2004 là 247.